# Markgäldsförteckningen
Markgäldsförteckningen är en skattelängd från 1312, som utgör den äldsta bevarade svenska skattelängden. Bakgrunden är att hertigarna Erik och Valdemar upptog en extra skatt under året för att finansiera deras uppror mot brodern, Birger Magnusson.
Omfattningen är oklar, och endast längder från Våla, Vendels och Olands härader, samt Västlands, Österlövsta, Hållnäs och Valö socknar finns bevarade.